# Tushan, Shandong
Tushan (kinesiska: 土山, 土山镇) är en köpinghuvudort i Kina. Den ligger i provinsen Shandong, i den östra delen av landet, omkring 240 kilometer öster om provinshuvudstaden Jinan. Antalet invånare är 55 454. Befolkningen består av 26 588 kvinnor och 28 866 män. Barn under 15 år utgör 11,0 %, vuxna 15-64 år 74 %, och äldre över 65 år 13,0 %.
Runt Tushan är det tätbefolkat, med 427 invånare per kvadratkilometer. Närmaste större samhälle är Shahe, 8,6 km öster om Tushan. Trakten runt Tushan består till största delen av jordbruksmark.
Genomsnittlig årsnederbörd är 712 millimeter. Den regnigaste månaden är juli, med i genomsnitt 275 mm nederbörd, och den torraste är januari, med 8 mm nederbörd.